# Ed station
Ed station är en järnvägsstation i Dals-Eds kommun.